# 黃待顯
黃待顯（1481年—1535年），字君俊，號栢窓、栢窗，福建興化府莆田縣人，明朝政治人物。

## 生平
弘治十七年甲子科（1504年）福建鄉試第八十名舉人，曾任湖广华容县学教谕，正德十二年（1517年）丁丑科會試第二十七名，廷试二甲十三名進士。吏部观政，授戶部主事，歷升員外郎、郎中。大禮議事件爆發，世宗更定章聖太后尊號，待顯與何孟春、豐熙等伏闕言：「尊崇之典，明詔已定。今忽去本生二字，是重所生而忘所繼也。」奏入，留中不發。待顯隨即同孟春百餘名官員跪哭左順門，世宗大怒，命將眾官廷杖下獄。黃待顯遣戍廣東碣石衛。嘉靖十三年（1534年），九廟告成，釋歸。嵗餘即卒。
隆慶改元，追贈太常寺少卿。

## 家族
曾祖父黃䪧，曾任戶部主事；祖父黃綸，曾任教授；父親黃堂。母林氏。慈侍下。兄待遂（听选官）。